# Épervière de Schmidt
Hieracium schmidtii
Espèce
L'Épervière de Schmidt (Hieracium schmidtii) est une espèce de plantes à fleurs de la famille des Asteracées.